# Você Bonita
Você Bonita é um programa que mostra as principais novidades na área da saúde, qualidade de vida e beleza, exibido pela TV Gazeta desde 4 de outubro de 2010. O programa desde seu início é apresentado por Carol Minhoto.  O programa também é conhecido por VB, sua sigla.

## O programa
O Você Bonita conta com pautas modernas e dinâmicas que estão relacionadas ao estilo de vida saudável. Carol Minhoto recebe em seu programa profissionais da área da saúde, beleza, dança e gastronomia, que dão dicas sobre determinado assunto e ajudam a tirar as dúvidas dos espectadores.

## História

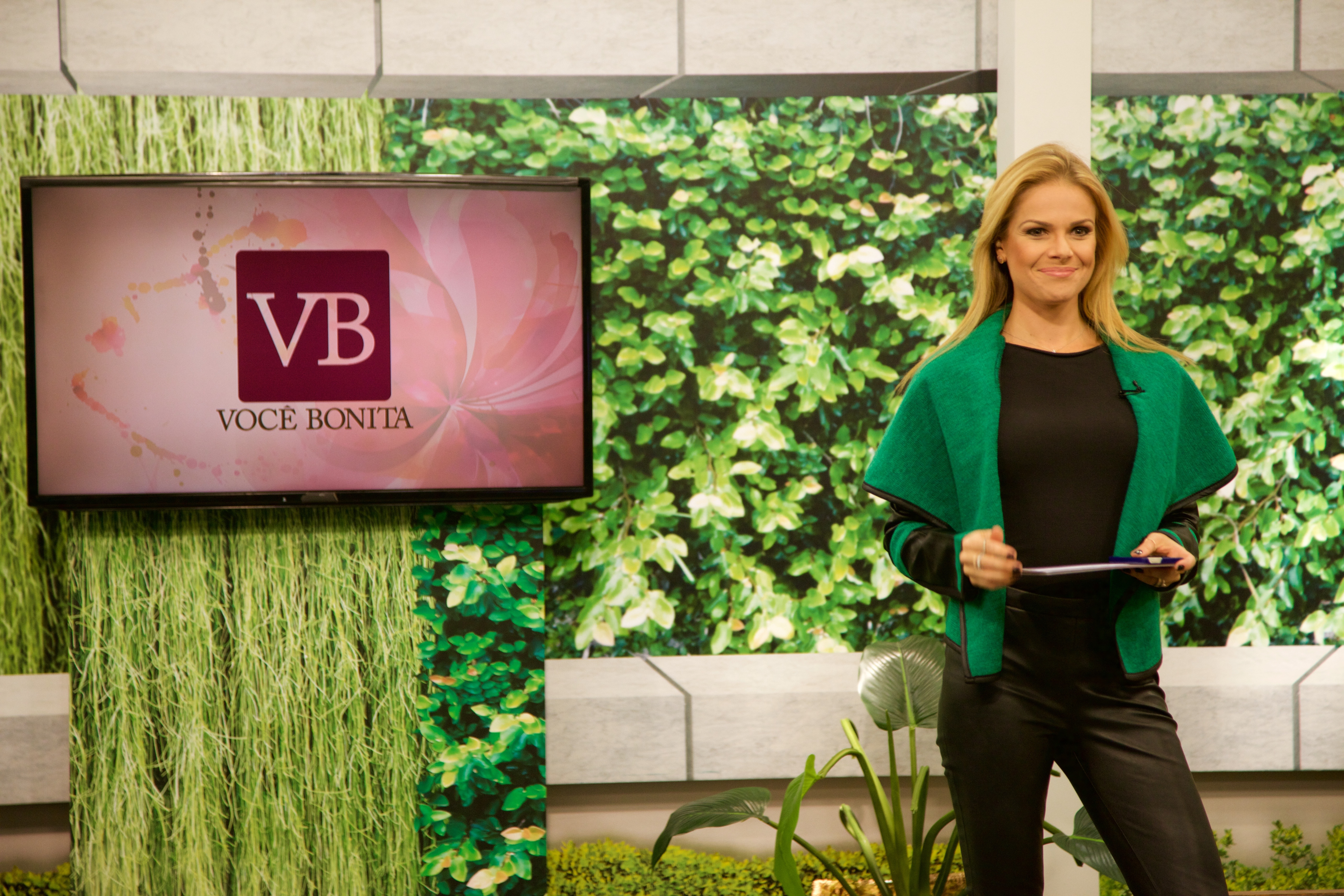
Carol Minhoto nos bastidores do programa em 2015.

O programa estreou em 2010 sob o comando de Carol Minhoto, inicialmente indo ar ar de segunda a sexta das 8h30 às 9h. Em 2012, buscando atingir um público maior, o programa passou a ser exibido a partir das 12h30, após a estreia da revista eletrônica Revista da Cidade, a partir de então com duas horas de exibição.
Entre 04 de março e 10 de maio de 2013, o programa foi apresentado por Marisy Idalino durante a licença maternidade de Carol.  
Em 2014, com a adoção de uma nova identidade na emissora, o programa passou por algumas reformulações: teve suas artes mudadas, com novos logotipos e até mesmo um novo cenário, deixando o programa com um ar mais moderno. Em 3 de março de 2017, com a estreia do programa Cozinha Amiga, o programa passou a entrar no ar mais cedo, às 11h30, mantendo suas duas horas de exibição. Nas redes sociais, é um dos programas que mais utiliza a interatividade e obtém maior retorno de público à TV Gazeta. Em 1 de abril de 2019 o programa passa a ser exibido das 9h às 10h30 com reprises das 22h30 às 0h.  A partir de 22 de julho de 2019, volta ao ar das 12h às 13h30.  